# Maria Teresa Motta
Maria Teresa Motta (Sanremo, 19 aprile 1963) è un'ex judoka italiana.

## Biografia
Nata a Sanremo, in provincia di Imperia, nel 1963, gareggiava nei pesi massimi (+72 kg) o nella classe open.
A soli 18 anni è stata bronzo agli Europei di Madrid nella classe open.
L'anno successivo ha vinto un altro bronzo, stavolta ai Mondiali di Parigi 1982, nei +72 kg.
Nel 1983 è stata campionessa europea nei +72 kg e argento nella classe open a Genova.
Anche l'anno successivo si è portata a casa due medaglie europee, un altro argento nella classe open e un bronzo nei +72 kg a Pirmasens 1984. Nello stesso anno è stata campionessa mondiale nei +72 kg a Vienna, battendo in finale la cinese Gao Fenglian.
Nel 1985 ha vinto il bronzo nei +72 kg agli Europei di Landskrona.
Dopo aver partecipato ai Giochi di Seul 1988, dove il judo femminile era solo sport dimostrativo, nel 1990 ha ottenuto un altro bronzo europeo, nei +72 kg a Francoforte sul Meno 1990.
A 29 anni ha preso parte di nuovo ai Giochi olimpici, quelli di Barcellona 1992, dove si assegnavano per la prima volta medaglie anche nelle gare femminili di judo, nei +72 kg, chiudendo al 16º posto.

## Palmarès

### Campionati mondiali
- 2 medaglie:
  - 1 oro (+72 kg a Vienna 1984)
  - 1 bronzo (+72 kg a Parigi 1982)

### Campionati europei
- 7 medaglie:
  - 1 oro (+72 kg a Genova 1983)
  - 2 argenti (Classe open a Genova 1983, classe open a Pirmasens 1984)
  - 4 bronzi (Classe open a Madrid 1981, +72 kg a Pirmasens 1984, +72 kg a Landskrona 1985, +72 kg ad Francoforte sul Meno 1990)